# قوش قیه‌سی (مرند)
قوش قیه‌سی یکی از روستاهای استان آذربایجان شرقی است که در دهستان ذوالبین بخش یامچی شهرستان مرند واقع شده‌است.